# El dolor de la guerra
EL Dolor de la Guerra (en vietnamita: Nỗi buồn chiến tranh) es una novela del 1990 escrita por el vietnamita Bảo Ninh. La novela fue el proyecto de graduación de Ninh en la Escuela de Escritura Nguyen Du de Hanoi.
Es uno de los pocos libros, quizás el único con cierto grado de reconocimiento, que retrata la Guerra de Vietnam, o guerra americana según los vietnamitas, desde el punto de vista de Vietnam del Norte. Escrito en estilo autobiográfico y con una narrativa discontinua, se basa en continuos saltos temporales en la memoria del autor, quien nos relata una serie de episodios desde que comenzó la guerra, hasta el momento en que empieza a escribir el libro. Desde un punto de vista muy sentimental y emotivo el autor nos cuenta las experiencias de la guerra y las huellas que ha dejado en él. De esta forma se aprecia como el protagonista pasa de ser un joven que acaba de terminar el instituto, con las ilusiones propias de la edad, a ser una persona destrozada que nunca llega a hacer frente a sus experiencias y que sufre de un evidente estrés póstraumático.
A pesar de ser una obra de ficción, las experiencias del protagonista tienen una sorprendente similitud con las del autor, que también luchó en la guerra, y fue uno de los 10 supervivientes de los 500 jóvenes que integraban la Gloriosa 27.ª Brigada Juvenil.
La novela ganó el Premio de Ficción Extranjera del periódico británico The Independent en 1994.

## Versión original y versión en inglés
Bảo Ninh logró un cierto protagonismo en Hanói con la primera versión de la novela, Thân phận của tình yêu (en español: El destino del amor) que se imprimió antes del 1990 haciendo uso de un mimeógrafo. Poco después Phan Thanh Hao lo tradujo al inglés y llevó el manuscrito al editorial británico Secker & Warburg, conocido por su postura política antifascista y anticomunista. Entonces, uno de los editores, Geoffrey Mulligan, le comisionó a Frank Palmos, periodista australiano que había hecho un reportaje sobre la Guerra del Vietnam y escrito sobre ella en su libro Ridding the Devils (1990), para escribir una versión en inglés basada en esta primera traducción. Bảo Ninh ya había leído la traducción vietnamita de Phan Thanh Hao de Ridding the Devils y no dudó en aprobar la sugerencia. Palmos escribió la versión en inglés en secreto desde su casa en Warwick, un suburbio de Perth en el oeste de Australia, a lo largo de unos siete meses, después de haber realizado varias reuniones con el autor y el traductor, Hao, en Hanói, además de numerosas viajes por Vietnam para acabar de comprobar ciertos detalles. Se publicó en 1994 bajo el título The Sorrow of War (El dolor de la guerra).
Se empezaron a difundir falsificaciones de la versión inglesa por todo Vietnam, dirigidos al comercio turístico. De hecho se estima que las ventas de las falsificaciones han superado con diferencia las ventas de las ediciones originales. En noviembre del 2017 el Gremio de Distribuidores de Libros de Vietnam nombró la versión inglesa de la novela como el libro vietnamita más vendido en la historia del país.
El dolor de la guerra no se publicó en vietnamita, bajo el título Nỗi buồn chiến tranh, hasta 10 años después desde su publicación en inglés.
Desde entonces ha sido traducido a otros 14 idiomas, la mayoría de los cuales partiendo de la versión inglesa de Palmos. Las que se han traducido directamente de la versión vietnamita incluyen el libro en francés de Phan Huy Đường del 1994, el libro en japonés de Okawa Hitoshi(大川均) del 1999 y el libro en chino de Xia Lu(夏露) del 2019.
Se publicó por primera vez en España en 2005 por Ediciones B y fue traducido por Diego Friera y María José Díez.

## Argumento
El dolor de la guerra está escrito siguiendo el estilo de flujo de conciencia y comienza con una descripción de soldados en una misión de posguerra para recoger los huesos de los camaradas caídos para volver a enterrarlos. Así empieza la narrativa no lineal de Kien, un soldado del Norte de Vietnam durante la guerra de Vietnam, que relata su pérdida de inocencia, su amor y su dolor ante los recuerdos de la guerra.
Kien va montado en una camioneta en busca de los restos de los soldados caídos en la Selva de las Almas y se acuerda de que fue aquí donde se eliminó toda la Gloriosa 27.ª Brigada Juvenil salvo a él. Luego pasa por una serie de flashbacks que unen la novela. El hilo conductor que une estos flashbacks es la historia de amor entre Kien y su novia de la infancia, Phuong. Kien, ya mayor, escribe una novela sobre estos hechos pero decide quemarla. Entonces una vecina muda de su bloque, a la cual Kien iba a visitar a veces cuando estaba borracho para explicarle sus ideas para la novela, encuentra el texto después de su desaparición. A lo largo del libro, Kien también reflexiona sobre los muchos sacrificios que no se han reconocido, como la de Hoa, que dio su vida para salvar a Kien y sus camaradas de los soldados americanos, y los muchos actos de inmoralidad y profanación que experimentó durante la guerra, como la objetivación y trato de una mujer muerta en el aeropuerto de Saigón. El clímax de la novela transcurre cuando Kien medita sobre la primera vez que mató a alguien, que ocurre después de presenciar la violación de Phuong. Finalmente la novela acaba con un pasaje escrito por un narrador nuevo, que explica que recibió la novela de Kien de las manos de la chica muda.

## Crítica
Michael Fathers del periódico The Independent observó que la mayoría de las representaciones culturales americanas y vietnamitas de la Guerra de Vietnam suelen estar cargadas de romanticismo y estereotipos, y escribió: "El dolor de la guerra se eleva por encima de todo esto... Se mueve hacia atrás y hacia adelante en el tiempo, te acerca a la desesperación y te arrastra hacia abajo a mesura que el héroe solitario te conduce por su infierno privado en las montañas de Vietnam Central, o te anima cuando él se anima. Es una gran novela de guerra y un libro maravilloso."
En 1994 el periódico británico The Independent le otorgó el premio del Mejor Libro Extranjero. El dinero del premio se repartió equitativamente entre el autor Bảo Ninh, el traductor Phan Thanh Hao y el autor de la versión en inglés, Frank Palmos.
El autor-fotógrafo Tim Page y otros han comparado la novela de manera favorable con Sin novedad en el frente de Erich Maria Remarque.
Guillermo Altares, en un artículo para El País del 2005, escribió: "Pero el libro de Ninh no es un compendio interminable de combates y batallas en la selva: es un relato de amor roto por la brutalidad de la historia convertida en bombas, es el regreso a un mundo que ya no existe, es una reflexión sobre la descomposición de la sociedad y de la vida tras décadas de conflicto, es aquello en lo que Kissinger y MacNamara nunca pensaron; pero también es una reivindicación de la humanidad y del derecho a la supervivencia. "Desde que volví a Hanói he tenido que vivir con este desfile de horrendos recuerdos, día tras día, larga noche tras larga noche", escribe Ninh en su admirable, sincero y goyesco retrato del horror."
En un artículo de The Guardian del 2006, Suzanne Goldenberg escribió: "Cuando se publicó por primera vez hace 15 años, la novela de Ninh, El dolor de la guerra, fue una revelación. Vietnam ha sido testigo de muchas memorias de guerra, pero ningún novelista se ha atrevido a escribir sobre la brutalidad de la guerra ni el daño duradero que ha causado a una generación de vietnamitas. Fue instantáneamente polémico: amado por los soldados que lucharon en la guerra -incluso por los veteranos estadounidenses que leyeron la traducción- y condenado por las autoridades vietnamitas, incluyendo el sindicato de escritores. Aunque la novela fue publicada de nuevo en vietnamita el año pasado, aún no ha sido publicada con su título original. En cambio, los vietnamitas conocen su novela de guerra más famosa como El destino del amor."
El artículo entonces cita a Duong Tuong, un poeta y traductor de Hanói: "Fue el primer libro que explicó la verdad sobre la guerra. Lo que se había escrito hasta ahora había sido en gran parte discursos sobre el heroísmo y patriotismo, es decir, los aspectos positivos de la guerra. La mayoría de las novelas sobre la Guerra de Vietnam alaban la valentía de los soldados pero nunca profundizaron en los sentimientos más íntimos de aquellos que participaron en la lucha. No contemplaron el lado humano de los combatientes."
En 2010, La Sociedad Británica de Autores clasificó la traducción como una de las 50 mejores traducciones del siglo anterior.